# Barbu Craiovescu I
Barbu Craiovescu I a fost un boier din familia Craioveștilor, primul din familie care a deținut demnitatea de „Ban al Craiovei”.
A fost membru al Divanului domnesc din 1482 și Mare Ban în 1492, 1497 și 1498-1519. A fost fiul lui Neagoe Ștrehăianul. S-a căsătorit cu Negoslava (Neguța). Nu a avut copii. A ctitorit mănăstirea Bistrița. La bătrânețe, el și cu Neguța s-au călugărit, cu numele monahale Pahomie și Salomia.